# Мари-Шанталь (кронпринцесса Греции)
Мари́-Шанта́ль (греч. Μαρί-Σαντάλ, Πριγκίπισσα Διάδοχος της Ελλάδας; 17 сентября 1968, Лондон) — кронпринцесса Греции, супруга нынешнего главы греческой королевской семьи (с 2023 года) Павла Греческого и Датского.

## Биография
Будущая наследная принцесса Греции, Мари-Шанталь Клэр Миллер, родилась 17 сентября 1968 года в Лондоне в семье предпринимателя Роберта Уоррена Миллера (род. 1933) и его жены Марии Клары. У Мари-Шанталь есть две сестры, старшая — режиссёр Пиа Гетти (род. 1966) и младшая — предприниматель Александра фон Фюрстенберг (род. 1972).
С 1 июля 1995 года Мари-Шанталь замужем за кронпринцем Греции Павлом, с которым она встречалась 3 года до их свадьбы. У супругов пятеро детей — дочь и четыре сына:
- Дочь — Мария-Олимпия (род. 25 июля 1996, Нью-Йорк)
- Сын — Константин-Алексиос (род. 29 октября 1998)
- Сын — Ахилес-Андреас (род. 12 августа 2000)
- Сын — Одиссеас-Кимон (род. 17 сентября 2004)
- Сын — Аристидис-Ставрос (род. 29 июня 2008)

На свадьбе присутствовали: бабушка принца Павла королева Дании Ингрид Шведская, родители Павла: мать Анна-Мария Датская, отец Константин II (король Греции), тети по матери Королева Дании Маргрете II с сыном кронпринцем Фредериком и Бенедикта Датская, тетя по отцу София Греческая (королева Испании) с мужем Хуаном Карлосом и сыном королем Испании Филлипом и дочерью инфантой Еленой, Великий герцог Люксембурга Жан с супругой Великой герцогиней Жозефиной-Шарлоттой, сыном Наследным Великим герцогом Анри, невесткой Великой герцогиней Марией-Терезой и внуком Принцем Гийомом, король Швеции Карл XVI Густав с женой королевой Сильвией, сёстры невесты Пиа Гетти и Александра фон Фюрстенберг, король Иордании Хусейн, Королева Великобритании Елизавета II с мужем Филиппом, герцогом Эдинбургским и сыном принцем Уэльским Чарльзом и королевой-матерью Елизаветой и многие другие.